# Hôtel Baral
Ne doit pas être confondu avec Hôtel de Barral.
L'ancien hôtel Baral connu aussi comme ancien presbytère de l’église Saint-Jacques est un immeuble classé de style néo-classique situé à Liège en Belgique.

## Situation
Cet immeuble se trouve dans le centre de Liège au no 8 de la place Saint-Jacques à proximité de l'église Saint-Jacques-le-Mineur. 

## Histoire et description
L'immeuble a été créé et réalisé en 1788 pour le chanoine Baral. Ce millésime figure sur un décor stuqué à l’intérieur du bâtiment. On peut aussi y voir le monogramme JLB rappelant vraisemblablement les initiales du chanoine. Il a  fait fonction de presbytère de l'église Saint-Jacques-le-Mineur. 
Cet immeuble en brique avec soubassement et encadrements des baies en pierre calcaire compte quatre travées et deux niveaux (un étage). Les trois travées latérales de gauche sont similaires et percées de six baies rectangulaires. La travée de droite, beaucoup plus large, comporte une porte cochère en anse de panier surmontée par une baie rectangulaire identique à celles des travées de gauche. La façade est rythmée par cinq chaînes à refend en pierre calcaire.

## Classement
L'immeuble est repris sur la liste du patrimoine immobilier classé de Liège depuis le 29 avril 1981.